# Pädagogische Hochschule Nara

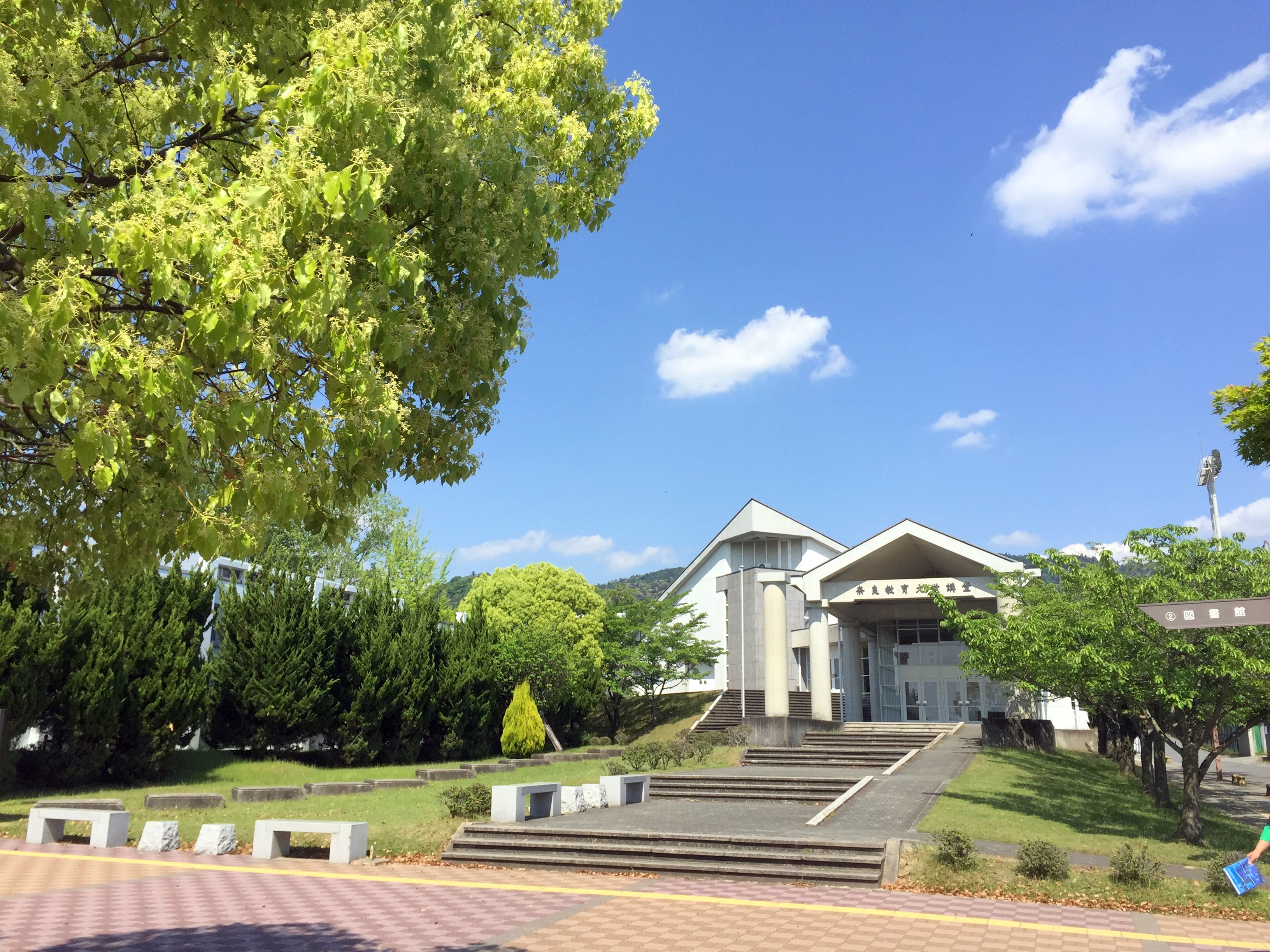
Aula der Pädagogischen Hochschule Nara

Die Pädagogische Hochschule Nara (jap. 奈良教育大学, Nara kyōiku daigaku; engl. Nara University of Education, kurz: NUE) ist eine staatliche pädagogische Hochschule in Japan. Sie liegt in Takabatakechō, Nara in der Präfektur Nara.

## Geschichte
Die Pädagogische Hochschule Nara wurde 1949 durch den Zusammenschluss der zwei staatlichen Normalschulen gegründet. Die zwei waren:
- die Normalschule Nara (奈良師範学校, Nara shihan gakkō) und
- die Jugend-Normalschule Nara (奈良青年師範学校, Nara seinen shihan gakkō, in Kashihara).

### Normalschule Nara
Die Normalschule hatte ihren Ursprung in der Normalschule Nara-Shoin (寧楽書院), die 1874 von der älteren Präfektur Nara gegründet wurde. 1876 wurde die Präfektur Nara zur Präfektur Sakai zusammengelegt, und die Präfektur Sakai 1881 zur Präfektur Osaka. Die Normalschule wurde eine Zweigschule der Präfekturalen Normalschule Osaka und 1886 geschlossen.
1887 wurde die heutige Präfektur Nara gegründet, und 1888 wurde die Präfekturale Normalschule Nara wiederaufgebaut. Ihr Campus befand sich neben dem Hauptgebäude der Präfekturverwaltung und wurde bis 1958 benutzt (34° 41′ 6,5″ N, 135° 50′ 3,1″ O). 1905 wurde sie eine Schule nur für Männer, als die Präfekturale Frauen-Normalschule gegründet wurde. 1943 wurden die zwei präfekturalen Normalschulen zur staatlichen Normalschule Nara erhoben.

### Jugend-Normalschule Nara
Gegründet wurde die Jugend-Normalschule Nara 1921 als Ausbildungsanstalt der Lehrer an den Fortbildungsschulen. 1935 wurde sie eine Ausbildungsanstalt der Lehrer an den Jugendschulen. 1941 zog sie in die Stadt Yagi um (heute: Kashihara, 34° 30′ 0,9″ N, 135° 47′ 49,3″ O). 1944 wurde sie zur staatlichen Jugend-Normalschule Nara erhoben.

### Pädagogische Hochschule Nara
Die Pädagogische Hochschule wurde 1949 als Hochschule für Liberal Arts Nara (奈良学芸大学, Nara gakugei daigaku) eröffnet. Sie hatte zuerst drei kleine Campus, die 1958 zum neuen Takabatake-Campus (ehemaligen Militärbasis) vereinigt wurden. 1966 erhielt die Hochschule ihren heutigen Namen. 1983 gründete sie die Masterstudiengänge.

## Fakultäten
- Fakultät für Pädagogik
  - Abteilung für Lehrerausbildung
  - Abteilung für Umfassende Studien

## Bekannte Absolventen
- Tadahiro Nomura – Judoka; er besuchte den Masterstudiengang für Gesundheitspflege und Sport.[4]